# Кяргино
Кяргино — деревня в Алёховщинском сельском поселении Лодейнопольского района Ленинградской области.

## История
КЯРГИНО — деревня при реке Ояти, число дворов — 18, число жителей: 47 м. п., 37 ж. п.  (1879 год)

КЯРГИНА — деревня при реке Ояти, население крестьянское: домов — 25, семей — 30, мужчин — 90, женщин — 95, всего — 185; некрестьянское: нет; лошадей — 50, коров — 54, прочего — 42, школа . (1905 год)

В конце XIX — начале XX века деревня административно относилась к Шапшинской волости 1-го стана Лодейнопольского уезда Олонецкой губернии.
С 1917 по 1920 год деревня входила в состав Кяргинского сельсовета Шапшинской волости Лодейнопольского уезда Олонецкой губернии.
С 1921 года в составе Мустинского сельсовета.
С 1922 года в составе Петроградской губернии.
С 1923 года в составе Ленинградской губернии.
С февраля 1927 года в составе Мустинского сельсовета Лодейнопольского уезда, с августа 1927 года в составе Оятского района. В 1927 году население деревни составляло 225 человек.
Согласно карте Ленинградской области Северо-западного аэрогеодезического треста ГГУ издания 1932 года деревня насчитывала 14 крестьянских дворов.
По данным 1933 года деревня Кяргино входила в состав Мустинского сельсовета Оятского района.

Деревня Кяргино на карте РККА 1940 года

С 1955 года в составе Лодейнопольского района.
В 1958 году население деревни составляло 53 человека.
С 1960 года в составе Алёховщинского сельсовета.
По данным 1966, 1973 и 1990 годов деревня Кяргино также входила в состав Алёховщинского сельсовета.
В 1997 году в деревне Кяргино Алёховщинской волости проживали 4 человека, в 2002 году — 6 человек (все русские).
В 2007 году в деревне Кяргино Алёховщинского СП проживали 3 человека, в 2010 году — 4 человека, в 2014 году — вновь 3 человека.

## География
Деревня расположена в центральной части района на правом берегу реки Оять на автодороге 41К-016 (Станция Оять — Плотично).
Расстояние до административного центра поселения — 8 км.
Расстояние до ближайшей железнодорожной станции Лодейное Поле — 54 км.

## Демография
| 1879 | 1905 | 1927 | 1958 | 1997 | 2007 | 2010 |
| ---- | ---- | ---- | ---- | ---- | ---- | ---- |
| 84   | ↗185 | ↗225 | ↘53  | ↘4   | ↘3   | ↗4   |
| 2014 | 2015 | 2016 | 2017 |      |      |      |
| ↘3   | →3   | →3   | →3   |      |      |      |

### Национальный состав
Согласно данным Всероссийской переписи населения 2021 года в деревне проживали 9 человек, из них:
 русские — 6, молдаване — 2, татары — 1 человек.

## Инфраструктура
На 1 января 2014 года в деревне было зарегистрировано частных жилых домов — 3
На 1 января 2015 года в деревне постоянного населения 3 человека.